# Gekisou Sentai Carranger
Gekisou Sentai Carranger (激走戦隊カーレンジャー, Gekisō Sentai Kārenjā, vertaald als Racing Squadron Carranger) is de twintigste Sentai-serie geproduceerd door Toei. De serie werd van 1996 tot begin 1997 uitgezonden en bestond uit 48 afleveringen. De serie diende als basis voor de Power Rangers-film Turbo: A Power Rangers Movie en de daaropvolgende serie Power Rangers: Turbo.
Carranger was in tegenstelling tot voorgaande Sentai-series niet echt serieus qua verhaal. Dat kwam doordat de serie eigenlijk een parodie was op het Sentai-genre. Daar de serie door Toei werd geproduceerd, telt hij wel als een officiële Super Sentai-serie. Door deze combinatie was de serie echter wel een groot succes.

## Verhaallijn
Vijf medewerkers van de Pegasus-autogarage vinden Dapu, een buitenaards wezen van de planeet Hazard. Hij geeft elk van hen zogenaamde “carmagic-krachten”. Hiermee worden de vijf Carrangers. Ze moeten de Aarde verdedigen tegen een buitenaardse bende genaamd de Bowzock, die de planeet willen slopen om plaats te maken voor een intergalactische snelweg.

## Personages

### Carrangers
- Kyousuke Jinnai (陣内恭介, Jinnai Kyōsuke) / Red Racer (レッドレーサー, Reddo Rēsā): een testchauffeur voor de Pegasus-autogarage die vaak het vreemde werk mocht opknappen. Hij was in eerste instantie een egoïst die niet veel gaf om zijn team. Later neemt hij zijn rol als leider serieuzer, soms zelfs te serieus (zoals wanneer zijn verantwoordelijkheden hem grote stress bezorgen). Hij wordt verliefd op Zonette, maar zij houdt aanvankelijk alleen van zijn alter ego Red Racer. Hij riskeert uiteindelijk zijn leven door als Kyosuke en niet als Red Racer een gevecht aan te gaan om zo zijn liefde voor haar te demonstreren.
- Naoki Domon (土門直樹, Domon Naoki) / Blue Racer (ブルーレーサー, Burū Rēsā): de jongste van het team. Hij is een auto-ontwerper bij de Pegasus-autogarage en houdt van dieren. Hij is tegen iedereen beleefd.
- Minoru Uesugi (上杉実, Uesugi Minoru) / Green Racer (グリーンレーサー, Gurīn Rēsā): de oudste van het team. Hij is verkoper bij de garage. Hij praat met een Osaka-accent.
- Natsumi Shinohara (志乃原菜摘, Shinohara Natsumi) / Yellow Racer (イエローレーサー, Ierō Rēsā): een geniale monteur bij de garage. Ze is in staat om elke machine in enkele minuten te repareren. Ze gebruikt altijd een sleutel die ze ooit als kind kreeg van een garage-eigenaar.
- Youko Yagami (八神洋子, Yagami Yōko) / Pink Racer (ピンクレーサー, Pinku Rēsā): een secretaresse bij de Pegasus-autogarage. Ze droomt ervan ooit met een rijke man te trouwen en heeft totaal geen gevoel voor richting. Ook leest ze geregeld bladen en tijdschriften over horoscopen en toekomstvoorspelling.

### Hulp
- Dapp (Dappu): een van de weinige overlevenden van de planeet Hazard die vernietigd was door de Bowzock. Hij is de bewaker van de Carmagic, waarmee hij de Carrangers hun krachten geeft.
- SignalMan (シグナルマン, Shigunaruman): een intergalactische robotofficier van de politieplaneet. Hij is soms meer een hinder dan hulp voor het team. Hij heeft een ex-vrouw genaamd Sigue (イグエ, Shigue) en een zoon genaamd Sigtarou (シグタロウ, Shigutarō).
- Souichirou Tenma (天馬総一郎, Tenma Sōichirō): de eigenaar van de Pegasus-garage.
- Yoshie Tenma (天馬良江, Tenma Yoshie): Souichirous vrouw
- Ichitarou Tenma (天馬市太郎, Tenma Ichitarō): Souichirous zoon, die goed bevriend is met SignalMan.
- Radietta Fanbelt (ラジエッタ・ファンベルト, Rajietta Fanberuto) / White Racer (ホワイトレーサー, Howaito Rēsā): de jongere zus van Zonnette en een enorme fan van de Carrangers. Ze maakt voor haarzelf een kostuum gebaseerd op de kostuums van de Carrangers. Ze heeft zelf ook een robot, die slechts één minuut kan vechten.
- VRV Master (VRVマスター, Bui Aru Bui Masutā): ook bekend als “de zwerver van de ruimte”. Hij geeft de Carrangers de VRV-machines. Hij blijkt later Dappus vader te zijn.
- Chouriki Sentai Ohranger: werken samen met de Carrangers in de team-up special.

### Bowzock
De Space Reckless-Driving Gang Bowzock (宇宙暴走族ボーゾック, Uchū Bōsōzoku Bōzokku) is een buitenaardse motorbende ingehuurd door Exhaus om de Aarde te verwoesten. Hun basis is de Baribarian.
- Reckless Dash Emperor Exhaus (暴走皇帝エグゾス, Bōsōgōtei Eguzosu) (35-48): de baas van de Bowzock die pas tegen het eind van de serie voor het eerst opduikt. Zijn plan is om een enorme weg aan te leggen door de Melkweg. Omdat de Aarde midden in de route van de geplande weg ligt, huurt hij de Bowzock in om de Aarde op te blazen. Hij verraadt de Bowzock uiteindelijk, omdat ze telkens falen. Hij absorbeert in de finale alle slechte energie uit het universum en vecht zelf met de Carrangers. Zij verslaan hem met behulp van de Bowzock.
- President Gynamo (総長ガイナモ, Sōchō Gainamo): Leider van de Bowzock en hopeloos verliefd op Zonette.
- Deputy Leader Zelmoda (副長ゼルモダ, Fukuchō Zerumoda): Tweede bevelhebber van de Bowzock en Gynamo's vriend.
- Inventor Grotch (発明家グラッチ, Hatsumeika Guratchi): Bowzock-uitvinder. Hij is de maker van veel van de Bowzockwapens.
- Beauty Zonnette (美女ゾンネット, Bijo Zonnetto) (1-45, 48): een vrouwelijk lid van de Bowzock. Gynamo is verliefd op haar, maar zelf houdt ze meer van Red Racer. Haar echte naam is Vanity Fanbelt. Aan het eind van de serie krijgt ze haar ware gedaante terug en gaat terug naar haar thuisplaneet.
- Instructor Ritchihiker (リッチハイカー教授, Ritchihaikā Kyōju) (16-31): Hij wordt ingehuurd door Gynamo als raadgever. Hij wordt door de bliksem getroffen en verandert in de sterkere RitchiRithcihiker (リッチリッチハイカー, RitchiRitchihaikā). Hij verraadt Gynamo en Zonette en benoemt zichzelf tot nieuwe leider van de Bowzock. Hij bestuurt de robot Braking in een gevecht tegen de Carrangers en slaagt erin hun RV Robo te vangen. Braking wordt kort daarop verslagen door de nieuwe VRV Robo en RitchiRitchihiker komt hierbij ook om.
- Combatant Wumpers (戦闘員ワンパー, Sentōin Wanpā): soldaten/helpers van de Bowzock.

## Mecha
- RV Robo (RVロボ, Aru Bui Robo): de primaire robot van het team. Bestaat uit de Ranger Vehicles (レンジャービークル, Renjā Bīkuru), autoachtige mecha gemaakt door Dappu toen hij de Carmagic overbracht op de favoriete auto's van de Carrangers. Het wapen van de robot is de RV Zwaard (RVソード, Aru Bui Sōdo). Zijn primaire aanval de Violent Dash Cut (激走斬り, Gekisō Kiri). Kan ook het Radial Schild (ラジアルシールド, Rajiaru Shīrudo) en de Plagnade Spark (プラグネードスパーク, Puragunēdo Supāku)-energiestraal gebruiken als wapens.
  - Red Vehicle (レッドビークル, Reddo Bīkuru): bestuurd door Red Racer. Race-auto.
  - Blue Vehicle (ブルービークル, Burū Bīkuru): bestuurd door Blue Racer. 4x4-pick-up.
  - Green Vehicle (グリーンビークル, Gurīn Bīkuru): bestuurd door Green Racer. Multi-purpose vehicle.
  - Yellow Vehicle (イエロービークル, Ierō Bīkuru): bestuurd door Yellow Racer. SUV.
  - Pink Vehicle (ピンクビークル, Pinku Bīkuru): bestuurd door Pink Racer. Compact car.
- Sirender (サイレンダー, Sairendā): SignalMans persoonlijke mecha in de vorm van een politiewagen. Kan veranderen in een robot. In robotmodus is hij gewapend met de Siren Vulcan (サイレンバルカン, Sairen Barukan), een krachtige laser, de Wappagun (ワッパガン, Wappagan), een handboei die een ketting afvuurt, Siren Daggers (サイレンダガー, Sairen Dagā), messen die uit de polsen tevoorschijn komen en de Siren Schild (サイレンシールド, Sairen Shīrudo).
- Victrailer (ビクトレーラー, Bikutorērā): een driedelige trailer waarin de VRV-machines staan opgeslagen. Kan ook een enorme robot vormen genaamd Victrailer Battle Mode, die de VRV Robo van wapens voorziet. Deze wapens heten de V Bazooka (Vバズーカ, Bui Bazūka) en de V Vulcan (Vバルカン, Bui Barukan).
- VRV Robo (VRVロボ, Bui Aru Bui Robo): de tweede robot van de Carrangers. Bestaat uit de Victory Ranger Vehicles (VRV-machines) (ビクトリーレンジャービークル, Bikutorī Renjā Bīkuru),: de tweede set van vijf machines, gegeven aan de Carrangers door de VRV master toen de RV robo was gestolen door de Bowzock. Ze kunnen van voertuigen veranderen in robots genaamd de VRV Fighters (VRVファイター, Bui Aru Bui Faitā). VRV Robo gebruikt Victrailers armen als wapens om de Victory Twister (ビクトリーツイスター, Bikutorī Tsuisutā)-aanval uit te voeren. Is ook gewapend met de maar zelden gebruikte V Guns (Vガン, Bui Gan), kleine laserpistolen.
  - V-Fire (Vファイヤー, Bui Faiyā): bestuurd door Red Racer.
  - V-Police (Vポリス, Bui Porisu): bestuurd door Blue Racer.
  - V-Dump (Vダンプ, Bui Danpu): bestuurd door Green Racer.
  - V-Dozer (Vドーザー, Bui Dōzā): bestuurd door Yellow Racer.
  - V-Rescue (Vレスキュー, Bui Resukyū): bestuurd door Pink Racer.
- RadiaCar Robo (ラジエッカーロボ, Rajiekkā Robo): De mecha van White Racer, die op magische wijze ontstaat uit de Radiacar. De Radiacar Robo kan deze gedaante maar één minuut vasthouden.
- Scramble Intersection Robo (スクランブル交差ロボ, Sukuranburu Kōsa Robo): De RV en VRV Robos kunnen hun benen omwisselen om zo deze combinatie te vormen. De Intersection Robo heeft RV Robo’s torso en VRV Robo’s benen. Gebruikt de Victrailerwapens en de Victory Twister-aanval.

## Trivia
- Het succes van Carranger redde de Super Sentai-serie van de ondergang na de mislukking van Chouriki Sentai Ohranger. Ironisch genoeg zorgde zijn Amerikaanse tegenhanger, Power Rangers: Turbo, bijna voor de ondergang van de Power Rangers-serie.
- De plot van de aarde die plaats moet maken voor een intergalactische snelweg is identiek aan een plot uit Het transgalactisch liftershandboek.

## Afleveringen
1. Fighting Traffic Safety (戦う交通安全 Tatakau Kōtsū Anzen)
2. Dancing Noise Pollution (踊る騒音公害 Odoru Sōonkōgai)
3. The Beginner's Mark of Justice (正義の初心者印(マーク) Seigi no Shoshinsha Māku)
4. A Red Light to Enlarging (巨大化に赤信号 Kyodaika ni Anshingō)
5. Up Ahead, Violent Dash Fusion (この先激走合体 Kono Sen Gekisō Gattai)
6. We are... One-Way Traffic (私達…一方通行 Watashitachi... Ippōtsūkō)
7. Blue is no Entry?! (青(ブルー)は進入禁止?! Burū wa Shinnyū Kinshi!?)
8. The Transformation Brace is not Carried (変身腕輪(ブレス)不携帯 Henshin Buresu Fukeitai)
9. A U-Turn to the Stars (星(スター)へのUターン Sutā e no Yū Tān)
10. A Great Reversal!! Bicycle Training (大逆転!!　自転車教習 Dai Gyakuten!! Jitensha Kyōshū)
11. The Angry Overweight One (怒りの重量オーバー Ikari no Jūryō Ōbā)
12. The Traffic Light Guy Who Came From Space (宇宙から来た信号野郎 Uchū Kara Kita Shingō Yarō)
13. March Out!! The Proud Emergency Vehicle (出動!!　自慢の緊急車両 Shutsudō!! Jiman no Kinkyū Sharyō)
14. Full Acceleration to Thunder Hell (雷地獄へフルアクセル Ikazuchi Jigoku e Furuakuseru)
15. A Learner's Permit to Evil in the Midst of Love (悪まで仮免恋愛中 Aku Made Karimen Ren'ai Naka)
16. Bad Wisdom, Merging Caution (ワル知恵合流注意 Waru Chie Gōryū Chūi)
17. Wearing Authority, Head-On Collision! (押し着せ正面衝突! Oshi Kise Shōmenshōtotsu!)
18. A Lying Heart Under Adjustment (うそつきハート整備中 Usotsuki Hāto Seibi Naka)
19. The Hit-And-Run Daughter of Love! (恋のあて逃げ娘! Koi no Atenige Musume!)
20. Test Drive the Ultimate Famous Cars!! (試乗最高の名車!! Shijō Saikō no Na Kuruma!!)
21. The Carnavi That Surpassed Carnavi (カーナビを超えたカーナビ Kānabi o Koeta Kānabi)
22. The Tragic Traffic Rule Habit (悲劇の交通ルール体質 Higeki no Kōtsū Rūru Taishitsu)
23. An Overheat to the Princess (王女様にオーバーヒート! Ōjosama ni Ōbāhīto!)
24. Urgent Launch?! New Leader (急発進?!　ニューリーダー Kyū Hasshin?! Nyū Rīdā)
25. The Mysterious Squeezing-In Daughter! (ナゾナゾ割り込み娘！ Nazonazo Warikomi Musume!)
26. The Nonstop Home Delivery Weapon (ノンストップ宅配武器 Nonsutoppu Takuhai Buki)
27. The Junction of Transfers Away... (単身赴任の分岐点… Tanshinfunin no Bunkiten...)
28. Farewell, Traffic Light Guy!! (さらば信号野郎!! Saraba Shingō Yarō!!)
29. The Unexpected Great Monster Accident!! (予期せぬ大怪獣事故!! Yoki Senu Daikaijū Jiko!!)
30. A Shocking Debut! Working Cars!! (衝撃のデビュー!　はたらく車!! Shōgeki no Debyū! Hataraku Kuruma!!)
31. It's a Full Model Change! VRV Robo (フルモデルチェンジだ!　VRVロボ Furu Moderu Chenji da! Bui Aru Bui Robo)
32. RV Robo's Great Reverse Run (RVロボ大逆走! Aru Bui Robo Dai Gyakuhashi!)
33. Awaken! Violent Dash Dapp (おめざめ!　激走ダップ O-mezame! Gekisō Dappu)
34. Meddling in Love, the Squeezing-In Daughter (恋の世話焼き割り込み娘 Koi no Sewayaki Warikomi Musume)
35. The Traitorous Traffic Light Guy (裏切りの信号野郎 Uragiri no Shingō Yarō)
36. The Dubious Exhaust Gas Cleansing Operation (怪しい排ガス一掃作戦 Ayashii Haigasu Issō Sakusen)
37. The Dreadful Universal Highway Project (恐怖の大宇宙ハイウェイ計画 Kyōfu no Daiuchū Haiwei Keikaku)
38. Back Alright!? Imo-Youkan Life (バックオーライ!?　イモヨーカン人生 Bakku Ōrai!? Imo-Yōkan Jinsei)
39. I Love Roads!! The Space Pet (道路好き好き!!　宇宙ペット Dōro Sukizuki!! Uchū Petto)
40. Naniwa Anyway, Scramble Intersection Robo!? (浪速ともあれスクランブル交差ロボ!? Naniwa Tomoare Sukuranburu Kōsa Robo!?)
41. The Reckless Driving Emperor's Frightful Fuel Check (暴走皇帝戦慄の燃料チェック Bōsō Kōtei Senritsu no Nenryō Chekku)
42. Engine Stall On All Cars! Desperate Situation for the Giant Robo!! (全車エンスト!　巨大ロボ絶体絶命!! Zen Kuruma Ensuto! Kyodai Robo Zettai Zetsumei!!)
43. Merry Carmagic Christmas!! (メリークルマジッククリスマス!! Merī Kurumajikku Kurisumasu!!)
44. The Persistent Chicken Violent Dash Chase! (不屈のチキチキ激走チェイス! Fukutsu no Chikichiki Gekisō Cheisu!)
45. The Starting Point of True Love (ホントの恋の出発点 Honto no Koi no Shuppatsuten)
46. Suddenly Ineffective!? Transformation Power (突然失効!?　変身パワー Totsuzen Shikkō!? Henshin Pawā)
47. Hit and Break!? The Death-Defying Space Drive (当って砕けろ!? 決死の宇宙ドライブ Atte Kudakero!? Kesshi no Uchū Doraibu)
48. Forever Traffic Safety!! (いつまでも交通安全!! Itsu Made mo Kōtsū Anzen!!)

### Specials
- Gekisou Sentai Carranger Super Video
- Gekisou Sentai Carranger vs. Ohranger
- Denji Sentai Megaranger vs. Carranger